# The Impossible Game
The Impossible Game (сокр. TIG) — независимая компьютерная игра в жанре ритм-платформера, разработанная и изданная FlukeDude в 2009 году.
В марте 2022 года вышел сиквел — The Impossible Game 2.

## Игровой процесс

Игровой процесс The Impossible Game. На снимке экрана представлены все виды препятствий в игре — блоки, пропасти и шип. Сверху указан номер текущей попытки

В The Impossible Game игрок управляет оранжевым квадратом, постоянно движущимся вправо. Целью игры является прохождение уровня: полосы препятствий, состоящей из шипов, пропастей и блоков, на которые можно запрыгнуть. Для преодоления опасных объектов есть возможность совершать прыжки. Временная протяжённость уровня составляет около 90 секунд. Если квадрат столкнётся с препятствием, он будет возвращён обратно в начало уровня. В игре присутствует режим практики (англ. practice mode), в котором игрок может ставить флажки, которые выступают в роли контрольных точек в случае провала. Оригинальная базовая версия TIG содержала только два уровня, позже вышло платное дополнение под названием The Impossible Game Level Pack, содержащее ещё два уровня; в текущей базовой версии их пять.
В The Impossible Game в отличие от других платформеров того времени используется минималистичный визуальный стиль: объекты представлены в виде простых геометрических фигур с заливкой. Блоки выглядят как чёрные квадраты, а шипы — как треугольники. Фон не детализирован. Саундтрек игры состоит из разных треков в жанре техно, на каждом уровне играет соответствующая музыка, причём игровой процесс проходит в ритме с ней, также есть отдельная композиция для режима практики. Геймплей TIG намеренно сделан сложным.
В игре имеется встроенный редактор уровней. Для своих творений игроки могут использовать любую музыку, в том числе и защищённую авторскими правами, поэтому у созданного сообществом контента нет официальной платформы для распространения. Также в TIG есть отдельное подменю со статистикой.

## Разработка и выпуск
Автором The Impossible Game является независимый британский разработчик под псевдонимом FlukeDude. По его словам, на создание TIG ушло около одного месяца. Он занимался игрой в период перерыва в разработке другого более крупного проекта.
Игра использует движок Cocos2d.
The Impossible Game вдохновила Роберта Топалу при создании Geometry Dash.

## Восприятие
| Сводный рейтинг    | Сводный рейтинг                       |
| Агрегатор          | Оценка                                |
| ------------------ | ------------------------------------- |
| GameRankings       | iOS: 67,50 % PC: 67,50 % PSP: 86,67 % |
| Metacritic         | PC: 64/100                            |
| Иноязычные издания |                                       |
| Издание            | Оценка                                |
| Eurogamer          | 6/10                                  |
| Hardcore Gamer     | 3,5/5                                 |
| Jeuxvideo.com      | 14/20                                 |
| Pocket Gamer       | [ 8 ]                                 |
| Push Square        | [ 18 ]                                |
| TouchArcade        | [ 4 ]                                 |
| 148Apps            | [ 5 ]                                 |

Согласно сайту-агрегатору Metacritic, The Impossible Game получила «смешанные отзывы» на персональных компьютерах.
Дополнительный набор уровней получил от Eurogamer 7 баллов из 10.
The Impossible Game попала в топ 20 самых продаваемых инди-игр сервиса Xbox Live в 2010 году и заняла в нём 19-е место.
Летом 2018 года, благодаря уязвимости в защите Steam Web API, стало известно, что точное количество пользователей сервиса Steam, которые играли в игру хотя бы один раз, составляет 76 220 человек.